# حكومة سامي الصلح الخامسة
الحكومة اللبنانية الواحدة والعشرين بعد الاستقلال، والسادسة بعهد الرئيس كميل شمعون، وهي خامس حكومة يترأسها سامي الصلح (الرابعة بعد الاستقلال). شكلت الحكومة بموجب المرسوم رقم 9857 بتاريخ 9 تموز / يوليو 1955، ونالت الثقة ب22 صوتاً ضد 11 صوتاً وامتناع 2، واستقالت بتاريخ 19 أيلول / سبتمبر 1955.

## أعضاء الحكومة
- سامي الصلح رئيساً لمجلس الوزراء ووزيراً للتصميم العام.
- غبريال المر، نائباً لرئيس مجلس الوزراء ووزيراً للصحة العامة ووزيراً للعدلية.
- نعيم مغبغب وزيراً للأشغال العامة.
- رشيد كرامي وزيراً للاقتصاد الوطني ووزيراً للشئون الاجتماعية.
- محي الدين زكريا نصولي وزيراً للأنباء ووزيراً للداخلية.
- سليم حيدر وزيراً للبرق والبريد والهاتف ووزيراً للزراعة.
- سليم لحود وزيراً للتربية الوطنية.
- حميد فرنجية وزيراً للخارجية والمغتربين.
- مجيد أرسلان وزيراً للدفاع الوطني.
- بيار إده وزيراً للمالية.

### تعديلات حكومية
في 7 أيلول / سبتمبر 1955 أجري تعديل حكومي، حيث خرج من الحكومة الوزيرين حميد فرنجية وبيار إده، وتم تعيين سليم لحود وزيراً للخارجية والمغتربين ومحي الدين زكريا نصولي وزيراً للمالية بالإضافة لمناصبهم السابقة.

## وصلات خارجية
- موقع رئاسة مجلس الوزراء الرسمي